# Cabo Verde en los Juegos Olímpicos de la Juventud 2018
Cabo Verde participó en los Juegos Olímpicos de la Juventud 2018 en Buenos Aires, Argentina, celebrados entre el 6 y el 18 de octubre de 2018. Su delegación estuvo conformada por tres atletas en dos disciplinas. No obtuvo medallas en las justas.

## Medallero
| Presea        | Medalla de oro | Medalla de plata | Medalla de bronce | Total |
| ------------- | -------------- | ---------------- | ----------------- | ----- |
| TOTAL OFICIAL | 0              | 0                | 0                 | 0     |

## Disciplinas

### Atletismo
Cabo Verde clasificó a dos atletas en esta disciplina.
Masculino
Eventos de Pista
| Atleta        | Evento     | Serie 1 | Serie 1 | Serie 2 | Serie 2 | Total  | Total  |
| Atleta        | Evento     | Tiempo  | Puesto  | Tiempo  | Puesto  | Tiempo | Puesto |
| ------------- | ---------- | ------- | ------- | ------- | ------- | ------ | ------ |
| Marcelo Gomes | 100 Metros | 12.08   | 37      | 11.71   | 35      | 23.79  | 35     |

Femenino
Eventos de Pista
| Atleta          | Evento     | Serie 1 | Serie 1 | Serie 2 | Serie 2 | Total  | Total  |
| Atleta          | Evento     | Tiempo  | Puesto  | Tiempo  | Puesto  | Tiempo | Puesto |
| --------------- | ---------- | ------- | ------- | ------- | ------- | ------ | ------ |
| Adriana Almeida | 100 Metros | 12.89   | 24      | DC      | DC      |        |        |

Referencia ---> DC: Declasificado 

### Taekwondo
Cabo Verde clasificó a un atleta en esta disciplina.
Masculino
| Atleta            | Evento     | Ronda de 16        | Cuartos de final   | Semifinal          | Final              | Final     |
| Atleta            | Evento     | Oponente Resultado | Oponente Resultado | Oponente Resultado | Oponente Resultado | Puesto    |
| ----------------- | ---------- | ------------------ | ------------------ | ------------------ | ------------------ | --------- |
| Nicalas Fernandes | Hasta 55Kg | Arillo (ESP) P DES | No avanzó          | No avanzó          | No avanzó          | No avanzó |

Referencia ---> DES: Declasificado